# 36 pasos
36 pasos es una película argentina independiente y de bajo presupuesto. Se trata de una película de suspense del género gore aunque no contiene escenas demasiado violentas.
Se estrenó en varias fechas en diferentes salas, con motivo de los festivales Buenos Aires Rojo Sangre y el 3.er Festival internacional de cine independiente de Mar del Plata. El estreno oficial tuvo lugar el 21 de octubre del 2007 en el Cine Roxy.

## Sinopsis
Un grupo de chicas preparan una fiesta de cumpleaños en la que nada puede salir mal. Se percibe cierta tensión, pero ¡ay de aquella que incumpla la regla número uno!: pase lo que pase no se puede hablar de lo que está ocurriendo. 36 pasos son aquellos que las separa de la libertad.

## Reparto
| Actor                | Personaje       |
| -------------------- | --------------- |
| Alejandro Noto       | Grandote        |
| Noelia Balbo         | Pilar           |
| Inés Sbarra          | Lucía           |
| Priscila Rauto       | Priscila        |
| Melisa Fernández     | Marilú          |
| Ariana Marchioni     | Emilia          |
| Priscila Caldera     | Flor            |
| Andrea Duarte        | Violeta         |
| Victoria Witemburg   | La buchona      |
| Ana María Haramboure | Madre de Tamara |
| Omar Musa            | Tío Tamara      |
| Fernando Roja        | Jaime           |
| Sabino Molina        | Pedro           |

## Crítica
El director ha definido su film (en la revista Cinemanía) como un cruce entre Las vírgenes suicidas, Battle Royale y El ángel exterminador.

## Premios
| Año  | Festival                                        | Premio                     |
| ---- | ----------------------------------------------- | -------------------------- |
| 2006 | VII Festival Buenos Aires, Rojo Sangre          | Mejores efectos especiales |
| 2006 | VII Festival Buenos Aires, Rojo Sangre          | Mejor guion                |
| 2006 | Festival de Cine Independiente de Mar del Plata | Mejor película de horror   |